# Kentong (Glagah)
Kentong is een bestuurslaag in het regentschap Lamongan van de provincie Oost-Java, Indonesië. Kentong telt 1491 inwoners (volkstelling 2010).